# Tribunale (diritto spagnolo)
Nel diritto spagnolo il tribunal de justicia (juzgado o corte) è un organo pubblico la cui finalità principale è l'esercizio della giurisdizione per dirimere le controversie con l'efficacia della res iudicata.

## Classificazione dei tribunali spagnoli

### Per composizione
- Tribunales unipersonales: i tribunali unipersonali sono quelli le cui risoluzioni sono determinate da un solo giudice. Sono comunemente chiamati juzgados.
- Tribunales colegiados: i tribunali collegiali sono quelli le cui risoluzioni sono decise da una pluralità di giudici e sono chiamati propriamente tribunales o, talvolta, cortes.

Ai fini di questa distinzione rileva non tanto il numero di giudici componenti, quanto il numero di questi che concorrono effettivamente alla formazione della decisione.

### Per natura
- Tribunales ordinarios: ai tribunali ordinari spetta la competenza su tutte le materie di causa promosse nel rispettivo país, qualunque sia la natura o la qualità delle persone che vi intervengano, fatte salve le eccezioni previste dalla legge. Questa è la forma tipica del sistema giudiziario spagnolo.
- Tribunales especiales: i tribunali speciali sono previsti dalla Costituzione spagnola o dalle leggi per giudicare su determinate categorie di persone o materie che per particolari ragioni siano così differenziate. Il suo carattere di specialità non modifica la sua funzione in quanto organo giurisdizionale, né la sua composizione, che è sempre fatta di giudici.
- Tribunales arbitrales: i tribunali arbitrali sono composti da giudici-arbitri, cioè da membri che non sono pubblici funzionari e che sono remunerati dalle parti che li nominano.

### Per momento di intervento nel corso del procedimento
- Tribunales de instrucción: i tribunali istruttorii hanno competenza su tutte le fasi preparatorie del giudizio, compresa l'investigazione.
- Tribunales sentenciadores: le corti giudicanti ricevono gli atti elaborati e le prove raccolte dal tribunale istruttorio, e sulla base di quanto da questo depositato, aprono il processo con l'incarico di pervenire ad una sentenza sulla causa discussa.

### Per gerarchia
- Tribunales inferiores: i tribunali inferiori sono non sorprendentemente quelli che nella organizzazione gerarchica-piramidale del sistema giudiziario occupano il posto più basso. Sono in genere a composizione monocratica.
- Tribunales superiores: i tribunali superiori sono in genere collegiali ed i loro componenti sono chiamati magistrados.

### Per portata delle competenze
- Tribunales de competencia común o mixtos: i tribunali a competenza comune o mista giudicano su tutte le materie generiche e possono assumere una competenza aggiuntiva quando nel territorio di loro giurisdizione manchi il previsto tribunale speciale normalmente competente per materia. I tribunali superiori sono in genere muniti di questo tipo di competenza.
- Tribunales de competencia especial: i tribunali a competenza speciale possono giudicare su precise materie e tassativamente non su altre.